# Camponotus iheringi
Camponotus iheringi é uma espécie de inseto do gênero Camponotus, pertencente à família Formicidae.